# Madjid Bougherra
Madjid Bougherra (arab. مجيد بوقرة, Majīd Būqirrah; ur. 7 października 1982 w Longvic) – algierski piłkarz występujący na pozycji obrońcy.

## Kariera klubowa

### Kluby młodzieżowe
Bougherra rozpoczął karierę w 1999 roku w młodzieżowym klubie AS Quetigny. Po sezonie opuścił drużynę i przeszedł do AS Longvic. Spędził tam 2 sezony i dołączył do FC Gueugnon w lipcu 2002.

### Crewe Alexandra
Bougherra dołączył do klubu Football League Championship Crewe Alexandra F.C. wypożyczony pod koniec stycznia 2006. Jego agent Charles Collymore polecił algierskiego defensora do klubu z hrabstwa Cheshire i otrzymując 5000 £ został pierwszym agentem, który dostał zapłatę od klubu z Crewe.
Po imponującej liczbie świetnych występów w tym fantastyczny mecz wygrany 4:1 z Coventry City trener Dario Gradi nakłaniał go do pozostania w Crewe na stałe. Jednak w kwietniu 2006 roku Bougherra potwierdził, że opuszcza Crewe po zakończeniu jego wypożyczenia aby pomóc klubowi przed degradacją do Championship.

### Sheffield Wednesday
Gra Bougherry przyciągnęła uwagę wielu angielskich klubów włącznie z ekipami z Premier League. Bougherra jednak w maju 2006 podpisał kontrakt z drużyną z Championship – Sheffield Wednesday. Menedżer Paul Sturrock wyłożył za niego 300,000 £.
Bougherra miał duży wpływ na debiutanckie zwycięstwo przy Hillsborough 5 sierpnia 2006 z Preston North End. Zdobył nagrodę Gracza Miesiąca w Lidze po zaledwie 2 miesiącach w klubie. W meczu z ligowym na własnym stadionie w październiku 2006 z Queens Park Rangers po raz pierwszy założył opaskę kapitana. Zdobył też w pierwszej części sezonu 2 bramki dla ekipy „Sów”. Ostatecznie w sezonie 2006/2007 ekipa z Sheffield zajęła w Championship 9. miejsce.

### Charlton Athletic
Podczas okienka transferowego w styczniu 2007 Bougherra miał oferty z kilku klubów Premier League. Sheffield Wednesday odrzuciło ofertę 1,3 mln £ z Charlton Athletic. Istniały również pogłoski o zainteresowaniu Reading F.C., Evertonu i Birmingham City
Ostatecznie „Sowy” zaakceptowały zwiększenie oferowanej za Bougherrę sumy z Charltonu do 2,5 mln £, który sfinalizował przejście na The Valley 28 stycznia 2007.
Na koniec sezonu drużyna z Londynu zajęła w II lidze 11. miejsce.

### Rangers F.C.
Latem 2008 mówiono o przeniesieniu Bougherry do Realu Betis, Middlesbrough, Sunderlandu, Rangersów i beniaminka Premier League – West Bromwich Albion. 30 lipca 2008 doniesiono, że Charlton Athletic zaakceptował ofertę ok. 2 mln £ za Bougherrę z West Bromwich Albion. Jednak Rangersi położyli kres wszelkim spekulacjom, gdy ogłosili podpisanie czteroletniej umowy z Bougherrą za 2,5 mln £ 31 lipca 2008.
Bougherra zadebiutował w ekipie „The Gers” 9 sierpnia 2008 w wygranym 1:0 meczu z Falkirk F.C.

## Kariera reprezentacyjna
W reprezentacji Algierii zadebiutował w 2004 roku, występował w eliminacjach do mundialu w Niemczech i występuje w eliminacjach do mundialu w RPA w grupie 6. Dotąd zagrał 23 mecze, strzelił 1 bramkę (w grupie 8 eliminacji do PNA 2008).